# Matrimonio tra persone dello stesso sesso in Norvegia
Il matrimonio tra persone dello stesso sesso in Norvegia è legale dal 1º gennaio 2009, quando è entrata in vigore una legge promulgata dal parlamento norvegese nel giugno 2008 che prevedeva l'estensione dell'istituto matrimoniale anche alle coppie omosessuali. La Norvegia è quindi diventata il primo paese della Scandinavia ed il sesto del mondo ad approvare tale provvedimento.

Mappa che mostra la situazione delle unione omosessuali in Europa.
Matrimonio omosessuale
Unioni civili
Riconoscimento delle convivenze
Argomento in discussione parlamentare
Nessun riconoscimento o dati non disponibili
Matrimonio omosessuale proibito

     Matrimonio omosessuale
     Unioni civili
     Riconoscimento delle convivenze
     Argomento in discussione parlamentare
     Nessun riconoscimento o dati non disponibili
     Matrimonio omosessuale proibito

## Riconoscimento delle relazioni omosessuali

### Unioni civili
La Norvegia legalizzò le unioni civili il 30 aprile 1993 con una legge che poi divenne attiva il 30 agosto di quello stesso anno, diventando così il secondo paese del mondo a riconoscere ufficialmente le coppie omosessuali (prima era stata la Danimarca nel 1989).
Le unioni civili garantivano ogni tipo di protezione e diritti garantiti dal matrimonio, incluso anche quello del divorzio. L'unica differenza in pratica stava nel nome.
Tuttavia, la legge stabiliva anche che l'adozione continuava a rimanere a solo appannaggio delle coppie regolarmente sposate, così come la fecondazione assistita poteva essere concessa soltanto alle coppie sposate (che chiaramente erano soltanto di sesso opposto) o ai conviventi, a patto che questi ultimi fossero sempre di sesso opposto.
Nel 2002, la Reuters riportò che circa 150 coppie ufficializzavano la propria unione ogni anno. Una delle persone più famose ad ufficializzare la propria unione fu il Ministro delle finanze Per-Kristian Foss, primo politico norvegese dichiaratamente omosessuale.

### Matrimonio
L'istituto matrimoniale è stato aperto alle coppie omosessuali il 1º gennaio 2009.
Una prima legge fu proposta il 18 novembre 2004 da due membri del Partito Socialista di Sinistra: essa era volta all'abolizione delle preesistenti unioni civili in favore dell'apertura del matrimonio a tutti. Tuttavia, essa fu ritirata, con la promessa da parte del governo di approfondire l'argomento. Tuttavia, il governo conservatore decise successivamente di non dare seguito alla proposta. Si dovrà attendere il secondo governo di Jens Stoltenberg per la ripresa del dibattito sul tema, con l'apertura delle pubbliche consultazioni il 16 maggio 2007.
Il governo quindi propose una nuova legge analoga a quella proposta in precedenza il 14 marzo 2008. Circa due mesi dopo, il 29 maggio 2008, l'Associated Press annunciò che anche i partiti all'opposizione avrebbero votato in favore dell'ampliamento del matrimonio alle coppie omosessuali, garantendo quindi di fatto l'approvazione della legge che sarebbe stata votata l'11 giugno. Prima di quest'annuncio, c'erano state alcune discordie tra i tre maggiori partiti sulla questione dei voti necessari per l'approvazione finale.
La prima udienza parlamentare si tenne l'11 giugno 2008, quando la legge fu approvata con 84 voti a favore e 41 contrari; il matrimonio era di fatto stato esteso anche alle coppie omosessuali che avrebbero potuto sposarsi addirittura in chiesa e a cui furono garantiti il diritto all'adozione e alla fecondazione assistita. Approvata successivamente anche dal Senato con 23 voti a 17 e poi dal re Harald V di Norvegia, la legge entrò in vigore il 1º gennaio 2009.
Veniva quindi annullata la precedente legge sulle unioni civili del 1993 (Partnerskapsloven) che in pratica differiva dal matrimonio soltanto per il nome, mentre i diritti derivanti erano gli stessi; legge che a sua volta aveva soppiantato quella del 1991 sul semplice riconoscimento delle convivenze e che invece garantiva diritti limitati.

### Adozione e diritto di famiglia
La legge norvegese consente a tutte le coppie sposate di adottare bambini, così come l'adozione di un eventuale figlio del partner. Per le coppie composte da due donne, è anche possibile l'inseminazione artificiale.